# Benjamin Bosshard
Benjamin Bosshard (* asi 2003 Švýcarsko) je švýcarský horolezec a reprezentant v ledolezení, vicemistr světa a Evropy, i juniorský vicemistry světa a Evropy v obtížnosti.

## Výkony a ocenění
- 2022 vicemistr světa, juniorský vicemistr světa, juniorský vicemistr Evropy
- 2023 vicemistr Evropy, bronzová medaile v celkovém hodnocení světového poháru

### Závodní výsledky
| Mistrovství světa | Mistrovství světa |
| Rok               | 2022              |
| ----------------- | ----------------- |
| Obtížnost         | 2                 |

| Světový pohár       | Světový pohár | Světový pohár |
| Rok                 | 2020          | 2023          |
| ------------------- | ------------- | ------------- |
| Obtížnost           | 41-42         | 3             |
| jednotlivě* (0/2/0) | -,-,25        | 15,,          |

* poznámka: napravo jsou poslední závody v roce
| Mistrovství Evropy | Mistrovství Evropy | Mistrovství Evropy | Mistrovství Evropy | Mistrovství Evropy |
| Rok                | 2020               | 2021               | 2022               | 2023               |
| ------------------ | ------------------ | ------------------ | ------------------ | ------------------ |
| Obtížnost          | 17                 | 16                 | 13                 | 2                  |
| Rychlost           | —                  | 15                 | 18                 | —                  |

| Evropský pohár      | Evropský pohár | Evropský pohár |
| Rok                 | 2019/2020      | 2020/2021      |
| ------------------- | -------------- | -------------- |
| Obtížnost           | 14             | —              |
| jednotlivě* (0/0/0) | 12,6,-,-       | —              |

* poznámka: napravo jsou poslední závody v roce
| Mistrovství Evropy juniorů | Mistrovství Evropy juniorů |
| Rok                        | 2022 U21                   |
| -------------------------- | -------------------------- |
| Obtížnost                  | 2                          |
| Rychlost                   | 6                          |

| Mistrovství světa juniorů | Mistrovství světa juniorů | Mistrovství světa juniorů |
| Rok                       | 2020 U19                  | 2022 U21                  |
| ------------------------- | ------------------------- | ------------------------- |
| Obtížnost                 | 7                         | 2                         |
| Rychlost                  | 9                         | —                         |
| Kombinace                 | 9                         | —                         |